# دهستان خاوه
دهستان خاوه، یکی از دهستان‌های بخش فردو شهرستان کهک در استان قم ایران است. مرکز این دهستان، روستای خاوه است.

## جمعیت
بر پایه سرشماری عمومی نفوس و مسکن در سال ۱۳۹۵، جمعیت دهستان خاوه برابر با ۱٬۲۹۲ نفر بوده‌است.